# روبرتو فارغاس
روبرتو فارغاس (بالإنجليزية: Roberto Vargas)‏ هو لاعب كرة قاعدة أمريكي، ولد في 29 مايو 1929 في سانتورس ‏ في الولايات المتحدة، وتوفي في 27 مايو 2014 في كاغواس في الولايات المتحدة.

## وصلات خارجية
- روبرتو فارغاس على موقعبيزبول رفرنس.كوم (الدوري الرئيسي) (الإنجليزية)
- روبرتو فارغاس على موقعبيزبول رفرنس.كوم (الدوري الثانوي) (الإنجليزية)